# Kateřina Holubcová
Kateřina Holubcová nata Losmanová (Ústí nad Labem, 28 giugno 1976) è un'ex biatleta ceca.

## Biografia
In Coppa del Mondo ottenne il primo risultato di rilievo il 10 dicembre 1994 a Bad Gastein (52ª) e l'unica vittoria, nonché primo podio, il 21 dicembre 1997 a Kontiolahti.
In carriera prese parte a tre edizioni dei Giochi olimpici invernali, Nagano 1998 (57ª nella sprint, 44ª nell'individuale, 6ª nella staffetta), Salt Lake City 2002 (39ª nella sprint, 22ª nell'inseguimento, 19ª nell'individuale, 8ª nella staffetta) e Torino 2006 (39ª nella sprint, 24ª nell'inseguimento, 45ª nell'individuale, 13ª nella staffetta) e a otto dei Mondiali, vincendo due medaglie.

## Palmarès

### Mondiali
- 2 medaglie:
  - 1 oro (individuale[2] a Chanty-Mansijsk 2003)
  - 1 bronzo (sprint[2] a Chanty-Mansijsk 2003)

### Coppa del Mondo
- Miglior piazzamento in classifica generale: 8ª nel 2003
- 4 podi (3 individuali, 1 a squadre[1]), oltre a quelli ottenuti in sede iridata e validi anche ai fini della Coppa del Mondo:
  - 1 vittoria (a squadre)
  - 1 secondo posto (individuale)
  - 2 terzi posti (individuali)

#### Coppa del Mondo - vittorie
| Data             | Località    | Nazione   | Specialità                                             |
| ---------------- | ----------- | --------- | ------------------------------------------------------ |
| 21 dicembre 1997 | Kontiolahti | Finlandia | RL (con Jiřina Pelcová, Irena Česneková ed Eva Háková) |

Legenda:

RL = staffetta